# Pinkpop 1986
Pinkpop 1986 werd gehouden op maandag 19 mei 1986. De locatie was Sportpark Burgemeester Damen in Geleen. Het was de laatste van zeventien edities van het Nederlands muziekfestival Pinkpop in Geleen, waar ook de eerste editie plaatsvond. Deze laatste editie in Geleen was met 50.000 bezoekers uitverkocht.

## Optredens
- Gé Reinders
- Blow Monkeys
- Howard Hughes and the Western Approaches
- Claw Boys Claw
- Blue Murder
- Fine Young Cannibals
- Cock Robin
- The Waterboys
- The Cult
- The Cure